# 14-а танкова дивизия (Вермахт)
14-а танкова дивизия е една от танковите дивизии на Вермахта по време на Втората световна война.

## История
14-а танкова дивизия е сформирана през август 1940 г. от 4-та пехотна дивизия. Между ноември 1940 и февруари 1941 г. е разположена в Германия, а през март е прехвърлена в Унгария. През април участва в боевете в Югославия, а между май и юни се завръща в Германия за възстановяване. Участва в нападението на Съветския съюз като част от група армии „Юг“. През декември 1942 г. е обградена и унищожена по време на битката при Сталинград. Между април и октомври 1943 г. дивизията е сформирана отново в Бретан, Франция. През ноември се завръща на Източния фронт и участва в боевете край Днепър. През юни 1944 г. се възстановява в Украйна, а през август е прехвърлена в Курландия. През април 1945 г. е пленена от Червената армия.

## Командири
- Генерал от пехотата Ерик Хансен – (15 август 1940 – 1 октомври 1940 г.)
- Генерал-лейтенант Хайнрих фон Притвиц унд Гафрон – (1 октомври 1940 – 22 март 1941 г.)
- Генерал на танковите войски Фридрих Кюн – (22 март 1941 – 1 юли 1942 г.)
- Генерал-лейтенант Фердинанд Хайм – (1 юли 1942 – 1 ноември 1942 г.)
- Генерал-лейтенант Ханс Фрайер фон Фалкенщайн – (1 ноември 1942 – 16 ноември 1942 г.)
- Генерал-лейтенант Йоханес Беслер – (16 ноември 1942 – 26 ноември 1942 г.)
- Генерал-майор Мартин Латман – (26 ноември 1942 – 31 януари 1943 г.)
- Генерал-лейтенант Фридрих Сиберг – (1 април 1943 – 29 октомври 1943 г.)
- Генерал-лейтенант Мартин Унрайн – (29 октомври 1943 – 5 септември 1944 г.)
- Генерал-майор Оскар Мунцел – (5 септември 1944 – 1 декември 1944 г.)
- Генерал-лейтенант Мартин Унрайн – (1 декември 1944 – 10 февруари 1945 г.)
- Оберст Фридрих-Вилхелм Юрген – (10 февруари 1945 – 15 март 1945 г.)
- Оберст Карл Грасел – (15 март 1945 – 12 април 1945 г.)